# Julius Vilém z Rottalu
 Julius Vilém hrabě z Rottalu (německy Julius Wilhelm von Rottal, 1637 – 26. května 1691, Štýrský Hradec) byl moravský šlechtic z rodu Rottalů. 

## Život
Narodil se jako syn Jiřího Julia z Rottalu († kolem roku 1650) a jeho manželky Eleonory Gallerové ze Schwanbergu. 
Jeho bratr Jan Kryštof (1635-1699) sloužil jako c.k. tajný rada a vládní rada v Dolních Rakousích. Po smrti vzdáleného příbuzného, moravského zemského hejtmana, hraběte Jana Antonína z Rottalu (1605-1674) v prosinci 1674 společně s bratrem zdědil velký majetek na Moravě v hodnotě přes půl miliónu zlatých. Julius Vilém převzal jednu třetinu (Napajedla, Kvasice), zatímco jeho starší bratr Jan Kryštof převzal dvě třetiny statků (Holešov, Bystřice pod Hostýnem), kde se souhlasem císaře Leopolda I. zřídil svěřenský fond. Zatímco zdědený majetek v severních Čechách (Horní Beřkovice) v roce 1676 bratři prodali, vídeňský palác drželi společně a využívali pro pobyt rodinných příslušníků v hlavním městě. 

## Manželství a rodina
Dne 30. června 1675 se Julius Vilém oženil s Annou Kateřinou z Rindsmaulu (1658, Štýrský Hradec – 1684 tamtéž), dcerou Jana Oty z Rindsmaulu a jeho manželky Eleonory z Ditrichtštejna, dcery rakouského politika Zikmunda Ludvíka z Ditrichštejna. Z manželství se narodil syn František Vilém (1683, Štýrský Hradec – 1709, Holešov), který se později oženil s Marií Annou Markétou z Herbersteinu.
Julius Vilém hrabě z Rottalu zemřel 26. května 1691 ve Štýrském Hradci.